# The Case of Becky (film, 1915)

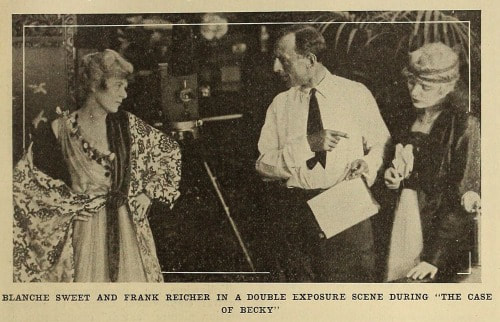
Blanche Sweet et le réalisateur Frank Reicher pendant le tournage du film.

Pour l’article homonyme, voir The Case of Becky.
The Case of Becky est un film américain réalisé par Frank Reicher, sorti en 1915. Il a fait l'objet d'un remake en 1921 sous le même titre.

## Synopsis
Une jeune femme, Dorothy, est victime d'un hypnotiseur, Balzamo. Celui-ci développe chez elle une seconde personnalité malveillante nommé Becky...

## Fiche technique
- Réalisation : Frank Reicher
- Scénario : Margaret Turnbull d'après la pièce de David Belasco et Edward Locke
- Production : David Belasco, Jesse L. Lasky
- Photographie : Walter Stradling
- Distributeur : Paramount Pictures
- Durée : 5 bobines
- Date de sortie : 13 septembre 1915

## Distribution
- Blanche Sweet : Dorothy / Becky
- Theodore Roberts : Balzamo
- James Neill : Dr. Emerson
- Carlyle Blackwell : Dr. John Arnold
- Jane Wolfe : Carrie, assistant de Balzamo
- Gertrude Kellar : Miss Emerson, sœur du Dr. Emerson